# Штефко, Владимир Германович

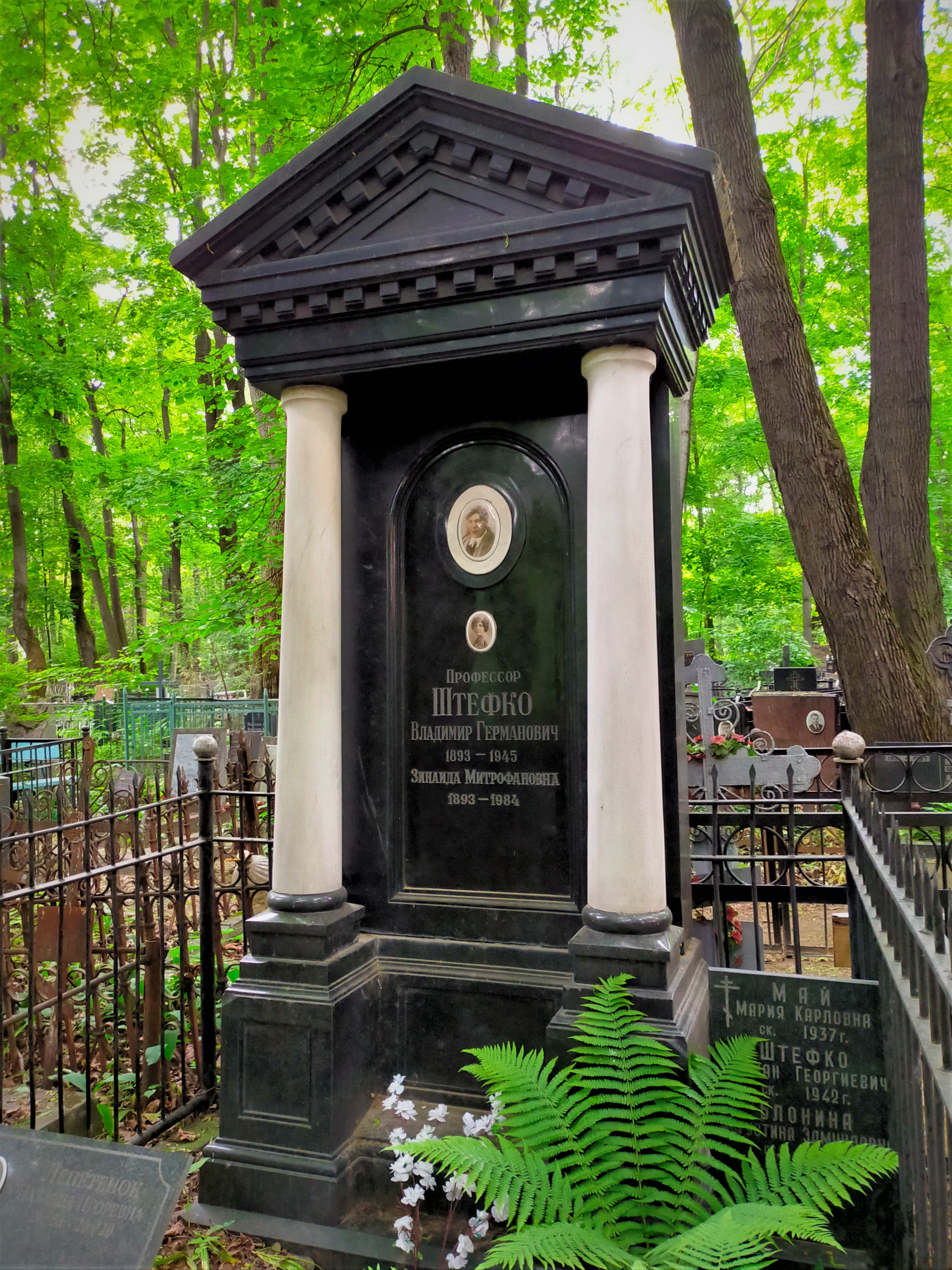
Могила В. Г. Штефко, Введенское кладбище

Владимир Германович Штефко (1893—1945) — советский учёный и педагог в области  патологоанатомии, доктор медицинских наук (1920), профессор (1921). Основатель советской научной школы возрастной морфологии.

## Биография
Родился 15 сентября 1893 года в Москве.
С 1910 по 1915 год обучался на медицинском факультете Московского университета. С 1915 по 1921 год на педагогической работе в Московском университете в должности преподавателя кафедры патологической анатомии под руководством известного патологоанатома А. И. Абрикосова. 
С 1921 по 1924 год на педагогической работе на медицинском факультете Таврического университета в должности профессора кафедры нормальной и патологической анатомии. С 1924 по 1945 год на научно-исследовательской работе в ЦНИИ туберкулёза в должности заведующего экспериментальным отделом, с 1924 по 1930 год одновременно с научной занимался и педагогической работой в Московском университете в должности — профессора кафедры антропологии.

### Научно-педагогическая деятельность
Основная научно-педагогическая деятельность В. Г. Штефко была связана с вопросами в области патологоанатомии, остеологии, патологической анатомии туберкулёза и патогенеза. В. Г. Штефко занимался исследованиями роли и значения лимфатической системы лёгкого в патогенезе туберкулеза органов дыхания, а так же исследованиями процессов заживления туберкулёзных каверн в условиях коллапсотерапии, являлся разработчиком нового учения об эндогенном развитии вторичного туберкулёза. В. Г. Штефко являлся инициатором создания методики патоморфологического исследования костей и лёгких при их туберкулёзном поражении, получивший практическое значение.
￼В 1920 году защитил диссертацию на соискание учёной степени доктор медицинских наук по теме: «Материалы к цитоархитектонике коры головного мозга», в 1921 году ему было присвоено учёное звание профессор. Под руководством В. Г. Штефко было написано около двухсот научных трудов, в том числе монографий.
Скончался 6 ноября 1945 года в Москве, покончив жизнь самоубийством.

## Награды
- Орден Трудового Красного Знамени